# Preslaw (Ukraine)
Preslaw (ukrainisch und russisch Преслав) ist ein Dorf im Süden der ukrainischen Oblast Saporischschja mit etwa 2100 Einwohnern (2004). Der Name des Dorfes ist der mittelalterlichen, bulgarischen Hauptstadt Weliki Preslaw entliehen.

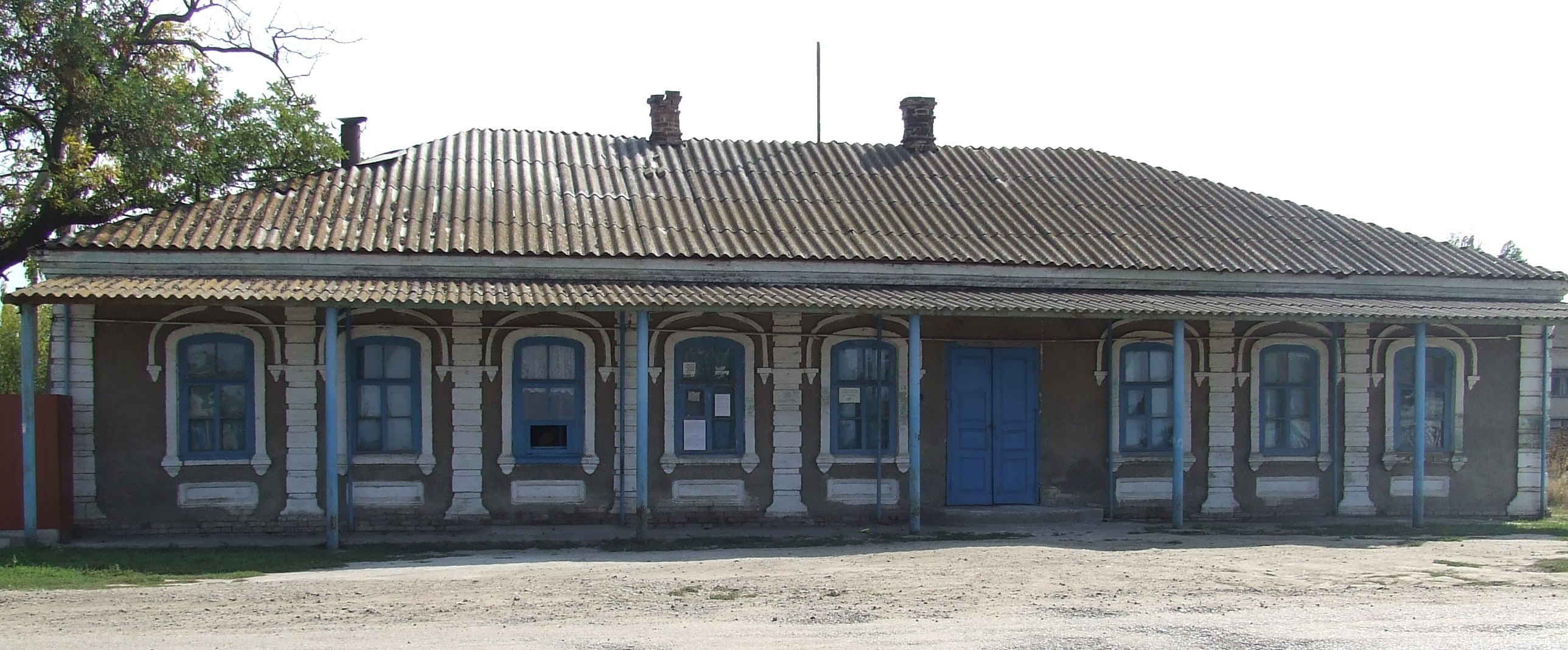
Haus im Ort

Das 1860 gegründete Dorf liegt an der Mündung der 100 Kilometer langen Obytitschna (ukrainisch Обитічна) in das Asowschen Meer 190 km südöstlich vom Oblastzentrum Saporischschja und 12 km südwestlich vom ehemaligen Rajonzentrum Prymorsk. Etwa 5 Kilometer nördlich vom Dorf verläuft die Fernstraße M 14/E 58.
Preslaw ist das kulturelle Zentrum der Bulgaren in Tawria und war bis 1917 der Verwaltungssitz der Gemeinde. 1875 wurde im Dorf die erste bulgarische Schule in Tawria gegründet. Im Jahr 1918 wurde die Schule in eine pädagogische Fachschule, eine Sekundarschule für die Lehrerausbildung, umgewandelt, in der sich eine umfangreiche bulgarische Bibliothek mit 50.000 Bänden befindet.
Am 22. August 2016 wurde das Dorf ein Teil der neugegründeten Stadtgemeinde Prymorsk, bis dahin bildete es die gleichnamige Landratsgemeinde Preslaw (Преславська сільська рада/Preslawska silska rada) im Süden des Rajons Prymorsk.
Seit dem 17. Juli 2020 ist sie ein Teil des Rajons Berdjansk.